# Schenkendorf-Denkmal

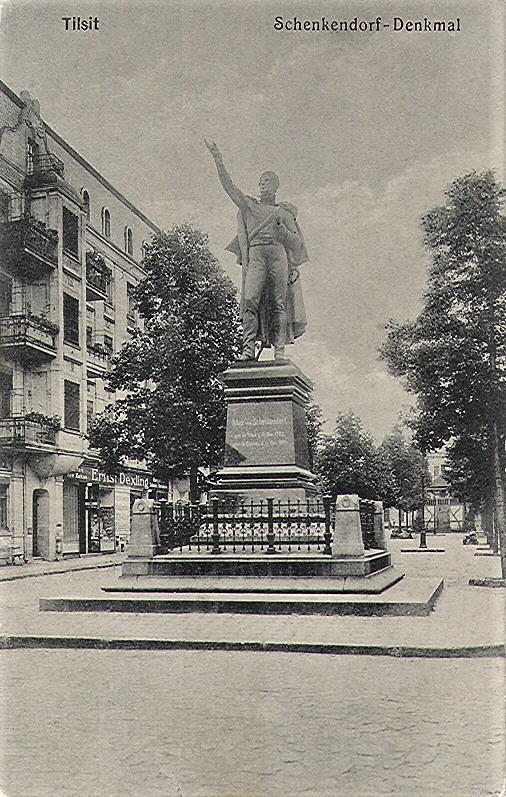
Tilsit: Schenkendorf-Standbild auf dem Schenkendorfplatz

Das Schenkendorf-Denkmal war ein Denkmal auf dem Schenkendorfplatz in Tilsit.

## Beschreibung
Das Denkmal zeigt Max von Schenkendorf auf einem Sockel aus poliertem roten Granit mit der Inschrift „Max von Schenkendorf, geb. in Tilsit, 11. Dezember 1783, gest. in Coblenz, 11. Dezember 1817“. Auf der Rückseite stehen die Worte: „Ich will mein Wort nicht brechen. Will predigen und sprechen vom Kaiser und vom Reich“

## Geschichte

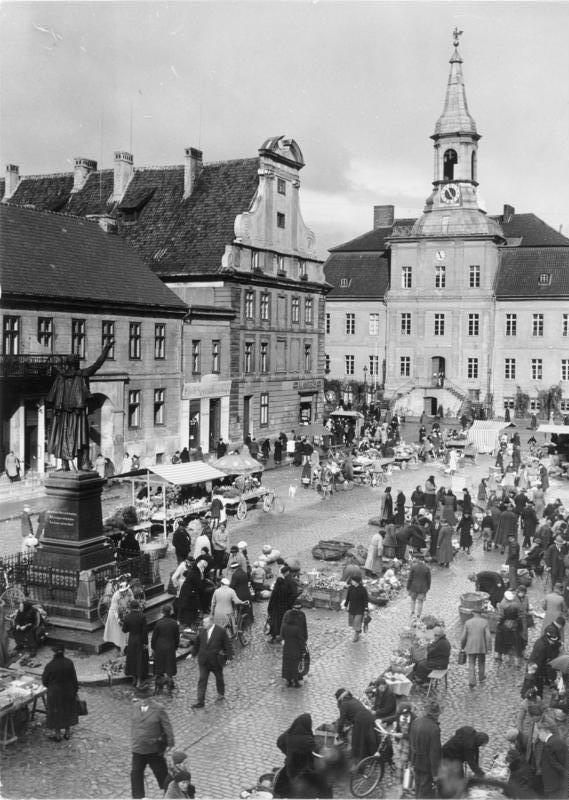
Schenkendorf-Standbild in Tilsit (1930)

Das Denkmal wurde vom Martin Engelke 1890 geschaffen und in Tilsit aufgestellt. Gegen Ende des Zweiten Weltkrieges wurde es ausgelagert und ist seitdem verschollen. Im heutigen Sowetsk steht auf dem Denkmalsockel seit 1967 der Gründer der Sowjetunion W. I. Lenin (geschaffen von A. Waldis und K. Stis). Am Geburtshaus Max von Schenkendorfs in der uliza Gerzena 1 (früher Packhofstraße) ist eine Gedenktafel angebracht.